# Regno di Polonia (1138-1320)
Il Regno di Polonia durante il periodo della frammentazione fu lo Stato polacco esistito negli anni compresi tra la morte di Boleslao III nel 1138 e l'incoronazione di Ladislao I nel 1320; durante tale arco temporale, i duchi delle varie province polacche si contesero il potere a più riprese.
La decisione compiuta da Boleslao III di ripartire alla sua morte il regno in distretti da assegnare a ognuno dei suoi figli ebbe effetti negativi sul futuro della Polonia, in quanto generò delle lotte intestine tra le varie entità semi-indipendenti che si protrassero per circa due secoli. In verità, processi simili avevano già avuto luogo in precedenza nella storia dello Stato dei Piast, ma l'eventualità di dare vita a un'eccessiva frammentazione venne sempre scongiurata. 
La parentesi storica in esame contribuì a far emergere regionalismi e accrebbe il ruolo della nobiltà (szlachta) nelle corti e dell'alto clero nella politica statale. La mancanza di una forte autorità decisionale in grado di concentrare nelle sue mani le forze dell'intero regno, unita alla frequente mancanza di cooperazione tra i singoli principi, contribuirono all'indebolimento dell'intera Polonia. Tale scenario favorì inoltre la perdita di diverse regioni prima facenti capo a Cracovia, le quali passarono in mano ad altre realtà politiche. Si pensi al fatto che i principati della Pomerania riuscirono a conseguire una propria autonomia (quelli occidentali furono influenzati dai margravi di Brandeburgo, mentre il ducato di Pomerelia, localizzato all'estremo oriente, fu conquistato dal Stato monastico dei Cavalieri Teutonici nel XIV secolo), la Marca di Brandeburgo acquisì la terra di Lebus e i ducati della Slesia finirono in gran parte nella sfera di influenza dal regno ceco. La disaggregazione distrettuale di fatto ingenerò la trasformazione della Polonia in una confederazione di principati uniti solo da un capo di stato comune che, in teoria, si imponeva solo in tema di politica estera. Nelle fasi più critiche, non vi fu nemmeno tale unità di intenti e i distretti agirono in maniera autonoma e a proprio piacimento.
Malgrado un quadro così complicato, dopo il turbolento XIII secolo si assistette a una fase di sviluppo culturale e commerciale che consentì ai polacchi dell'epoca di vivere in un periodo storico relativamente florido. Al contempo, si assistette a una migrazione di massa di comunità ebraiche e tedesche che favorirono la crescita demografica e la proliferazione del moderno diritto vigente nel Sacro Romano Impero.

## Storia

### XII secolo
Ducato di Cracovia
     Feudo polacco sotto il controllo di principi locali
     Terre di Ladislao II
     Terre di Boleslao IV
     Terre di Miecislao III
     Terre di Enrico
     Lascito a Salomea di Berg

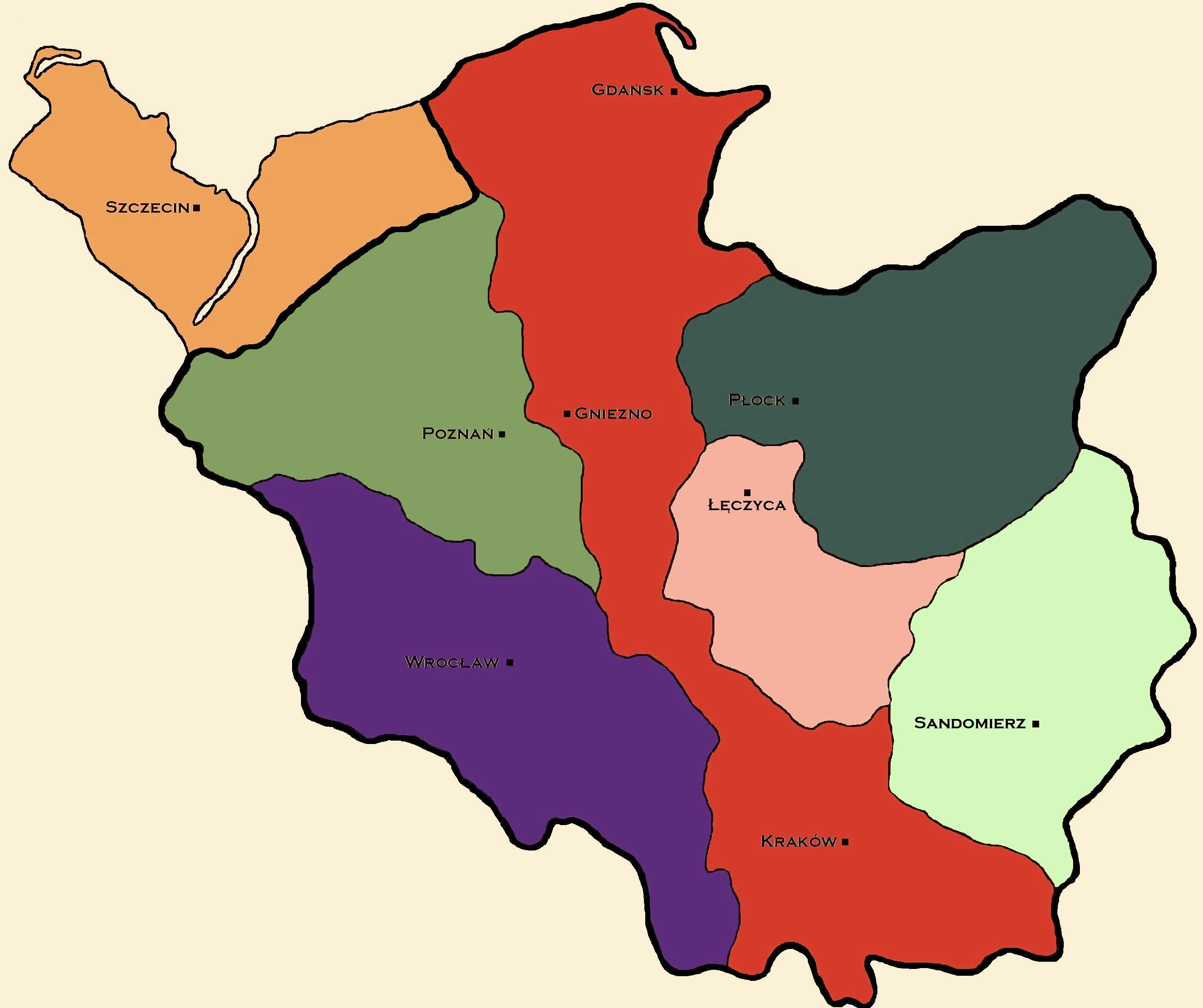
Divisione delle terre di Boleslao III Boccatorta:
Ducato di Cracovia
Feudo polacco sotto il controllo di principi locali
Terre di Ladislao II
Terre di Boleslao IV
Terre di Miecislao III
Terre di Enrico
Lascito a Salomea di Berg

In base alle disposizioni testamentarie di Boleslao III Boccatorta, il ducato di Polonia risultò diviso in una serie di province che sarebbero state amministrate dai suoi quattro figli. Nonostante prima di morire il sovrano avesse assistito alla stipula di accordi volti a evitare guerre fratricide e preservare l'unità formale dello Stato polacco, dopo la dipartita di Boleslao si inaugurò un lungo periodo di frammentazione interna. Per quasi due secoli, i membri della dinastia regnante dei Piast si sarebbero scontrati tra loro, assistiti dalle varie fazioni che laceravano anche il clero e l'aristocrazia. Nelle intenzioni di Boleslao, la stabilità del sistema avrebbe dovuto essere assicurata dall'istituzione di un ducato con la capitale posta a Cracovia, il quale sarebbe stato esente dalla divisione del resto del regno e avrebbe funto da luogo di mediazione in caso di diatribe (cosiddetta "Provincia del senior"). Il principio fondamentale stabilito nel testamento affermava che, in ogni momento, il membro più anziano della dinastia avrebbe dovuto esercitare il potere supremo sugli altri. Oltre al ducato di Cracovia, le altre regioni disegnate dal monarca erano la Slesia, la Grande Polonia, la Masovia e Sandomierz. Una striscia sottile che si estendeva longitudinalmente collegava l'asse Cracovia-Kalisz-Gniezno-Danzica e i feudi adiacenti. Come detto, i primi quattro distretti menzionati furono assegnati a ognuno dei suoi figli, che divennero sovrani indipendenti. Per il quinto, quello di Cracovia, si prevedeva che avrebbe dovuto ricoprire la carica di duca supremo il meno giovane tra i principi e che, in veste di duca di Cracovia, avrebbe dovuto rappresentare dell'intera Polonia. Poiché il trono di Cracovia finì per attirare l'interesse di ognuno dei figli di Boleslao, Ladislao II l'Esiliato, Boleslao IV il Ricciuto, Miecislao III il Vecchio e Casimiro II il Giusto si contesero il potere e l'amministrazione della Polonia seminando morte e distruzione.
I confini esterni tracciati da Boleslao III alla sua morte assomigliavano molto a quelli lasciati da Miecislao I; quest'eredità tuttavia non sopravvisse al periodo di frammentazione. Dopo la morte di Enrico detto di Sandomierz, a cui era andata proprio quella regione, fu sua moglie Salomea ad amministrarla ad interim. Una volta spentasi anch'essa, Ladislao II detto l'Esiliato assunse il dominio del distretto contro la volontà dei fratelli. A seguito della lotta che avvenne tra lui e suoi congiunti, Ladislao II abbandonò il paese nel 1146 e si recò nel Sacro Romano Impero per chiedere aiuto al sovrano. Il ducato di Cracovia passò dunque a Boleslao il Ricciuto, ma questi non riuscì a mantenere la sovranità statale a seguito di dissidi interni e, in seguito alla spedizione imperiale del 1157, dovette rendere omaggio all'imperatore Federico Barbarossa. Questi prese possesso di un feudo situato a ovest della Polonia e lo annesse ai suoi territori, oltre ad accettare che, alla morte di Ladislao II l'Esiliato, i suoi figli (Boleslao l'Alto e Miecislao Gambe Storte) potessero tornare nel proprio distretto ereditario, ossia la Slesia.
Nel 1173, dopo la morte di Boleslao III di Polonia, il ruolo di principe e signore di Cracovia traslò in capo al terzo figlio di Boleslao Boccatorta, Miecislao III. Quattro anni dopo, si verificò una nuova lotta per il trono e Miecislao perse lo scontro, dovendo conseguentemente abbandonare Cracovia, la quale finì in mano al fratello più giovane, il figlio postumo di Boleslao Boccatorta di nome Casimiro (detto il Giusto); una simile scelta infranse il principio di anzianità (ovvero l'autorità suprema per il primogenito della famiglia). Casimiro, a differenza di Miecislao, evitò di opporsi alla nobiltà e alla Chiesa.

### XIII secolo

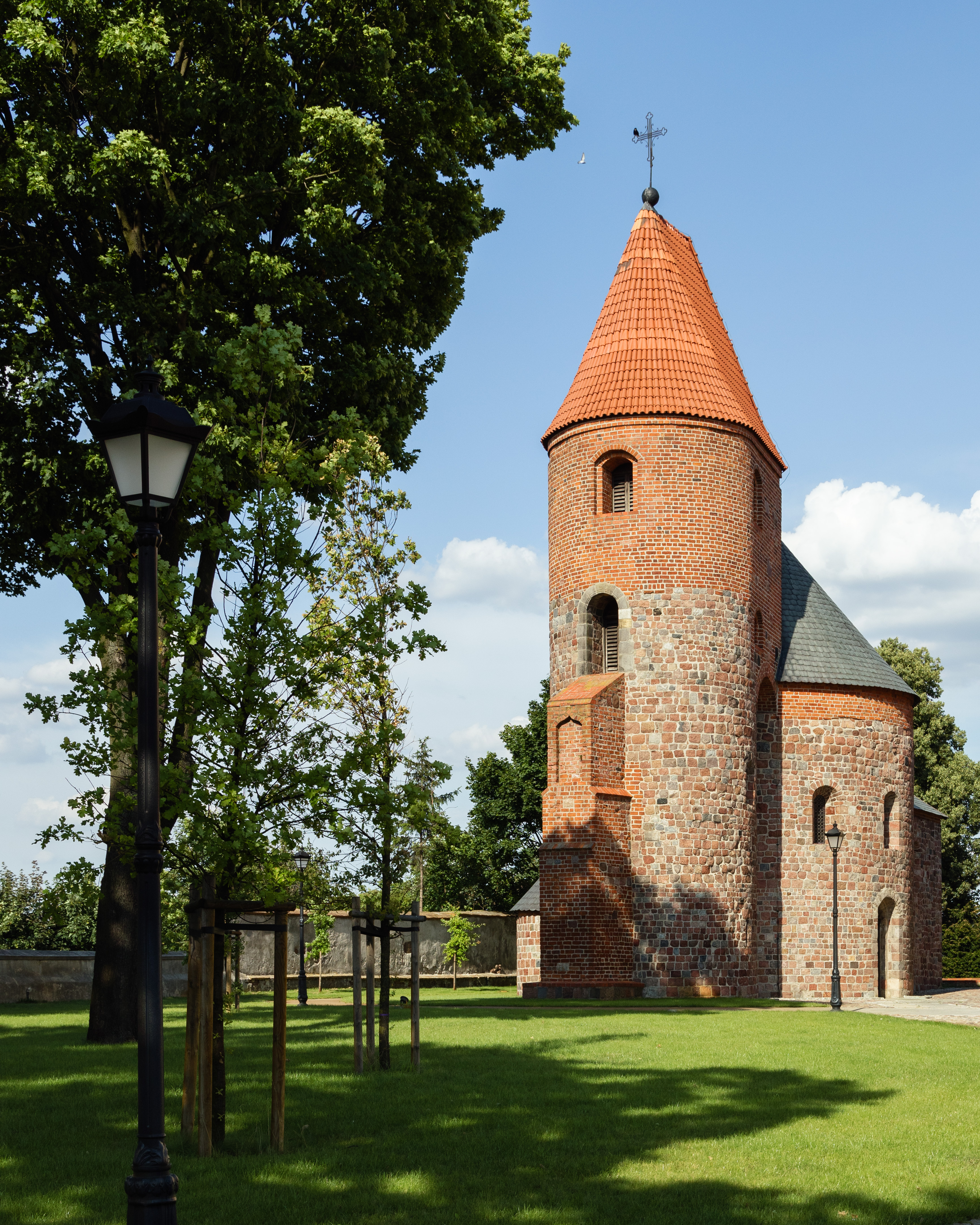
Torre di guardia del XIII secolo a Strzelno, in Cuiavia-Pomerania

Il XIII secolo coincise con dei cambiamenti fondamentali alla struttura della società polacca e al suo sistema politico. A causa dei continui conflitti interni, i duchi Piast non furono in grado di stabilizzare i confini esterni della Polonia. Quando terminò il tutto sommato sereno mandato di Casimiro, suo figlio Leszek il Bianco regnò a Cracovia in maniera intermittente. Intorno alla metà del XIII secolo, se non prima, la Polonia finì per essere composta da una dozzina di principati senza alcuna autorità centrale. Consapevoli delle fragilità interne, le potenze straniere approfittarono delle difficoltà, incluso soprattutto il Sacro Romano Impero. Dopo che già la Pomerelia e l'area nei dintorni di Danzica divennero indipendenti da Cracovia dal 1227, anche la sezione occidentale della Pomerania Orientale ruppe i suoi legami politici con la Polonia e, dal 1231, divenne un feudo del Margraviato di Brandeburgo, che nel 1307 estese i suoi possedimenti in Pomerania ancora più a est, conquistando le aree di Sławno e Słupsk. A metà del XIII secolo, Boleslao II il Calvo concesse la terra di Lebus al Margraviato, evento che rese possibile la creazione della Neumark e che ebbe conseguenze negative di vasta portata per l'integrità del confine occidentale. Nel sud-est, Leszek I il Bianco non fu in grado di preservare la supremazia della Polonia sulla Galizia abitata dai Rus', un territorio il cui possesso era passato in mano a diverse potenze nel corso del Basso Medioevo.
Col tempo, il feudalesimo finì per assumere un peso preponderante nel determinare lo status sociale degli individui. I maggiori latifondisti vantavano lo stile di vita migliore  più abbiente, tra cui rientravano i principi Piast, alcuni aristocratici, vari membri del clero e i guerrieri appartenenti alla cavalleria. La forza lavoro variava da servi della gleba a uomini "liberi", da prigionieri di guerra a contadini pagati. I ceti sociali più elevati, ovvero la Chiesa e poi ogni altro, poterono godere dell'immunità giuridica e fiscale con riferimento alle loro cerchie, un avvenimento questo che rappresentò una novità rispetto alle politiche imposte dai sovrani prima della spartizione eseguita da Boleslao.
Alle guerre civili e alle invasioni straniere si andarono ad affiancare le invasioni mongole, che nel 1240-1241, al fine di raggiungere l'Ungheria, scagliarono una prima campagna in Polonia. Malgrado si trattasse di unità in numero assolutamente ridotto rispetto all'armata principale (10.000 uomini circa), i danni arrecati furono enormi e l'ipotesi di vedere una Polonia vassallo dell'Impero mongolo fu scongiurata solo dalla morte del gran khan Ögödei, il quale costrinse gli asiatici a far ritorno in patria per eleggere un nuovo capo. I mongoli tornarono a farsi sentire in Polonia con un altro paio di incursioni, avvenute rispettivamente nel 1259-1260 e nel 1287-1288, con effetti dirompenti ma un po' minori rispetto alla prima ondata. Gli assalti indebolirono e spopolarono molti dei piccoli principati polacchi a mano a mano che le suddivisioni territoriali aumentarono. 

#### Rapporti con i Cavalieri teutonici

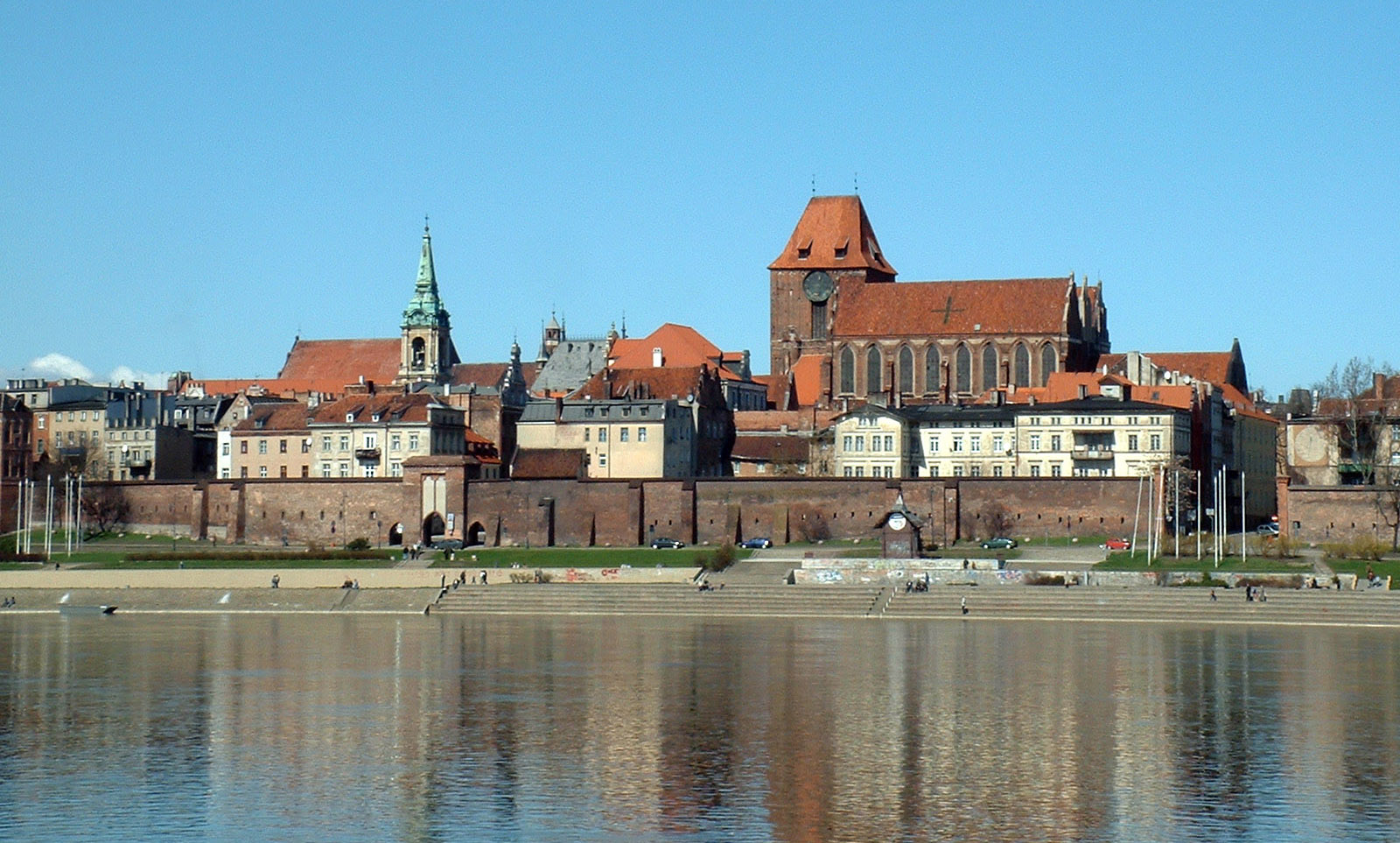
Thorn (Toruń), insediamento fondato dai Cavalieri Teutonici che divenne poi membro della Lega Anseatica

Nel 1226, il duca Corrado I di Masovia invitò i Cavalieri Teutonici ad aiutarlo a combattere i pagani, nello specifico i Pruzzi, che popolavano le regioni orientali a ridosso dei suoi confini. Corrado stava patendo le incursioni ai margini dei suoi domini e, nel tentativo di arrestare gli assalti dei guerrieri pruzzi, si rivolse alla Santa Sede e ad altri principi occidentali facendo leva sulla necessità di convertire i pagani. Al di là del discorso religioso, il duca di Masovia sperava soprattutto di usufruire del supporto esterno al fine di sedare i trambusti lungo i confini. La richiesta avvenne in un contesto storico che vedeva i Pruzzi particolarmente pressati dalla questione religiosa, se si tiene conto delle contemporanee crociate del Nord proclamate dal papato e nel corso delle quali le primitive popolazioni baltiche dovettero opporsi a eserciti organizzati allestiti da ordini monastici. Con l'obiettivo di facilitare le operazioni belliche, Corrado concesse all'Ordine teutonico la terra di Chełmno (Kulmerland), ma presto i Cavalieri scavalcarono la sua autorità e varcarono i limiti sanciti dal duca. Nei decenni successivi, l'ordine cavalleresco si impossessò di vaste aree lungo la costa del Mar Baltico e diede forma a un proprio Stato monastico. Poiché praticamente ogni pagano del Baltico occidentale affrontò la conversione o fu ucciso in caso di rifiuto o nei combattimenti di quegli anni (le conquiste prussiane furono completate nel 1283), i Cavalieri poterono meglio concentrarsi sul Granducato di Lituania, rimasta l'ultima realtà politica ancora pagana in Europa. Al contempo, dovette preoccuparsi di gestire i suoi rapporti con Cracovia e le altre province polacche, poiché non furono sempre idilliaci. Le guerre teutoniche con la Polonia, a cui si andò ad affiancare la crociata con la Lituania, rappresentarono una costante della maggior parte del XIV e XV secolo. Lo Stato monastico situato in Prussia, la cui percentuale di abitanti vide i coloni tedeschi assumere un impatto sempre più sensibile a livello demografico a partire dal XIII secolo, preservò comunque ancora delle comunità baltiche. Il territorio fu rivendicato come feudo e dichiarato sotto la protezione della curia romana e degli imperatori del Sacro Romano Impero.

#### Tentativi di riunificazione e mandato di Premislao II e Venceslao II (1232-1305)

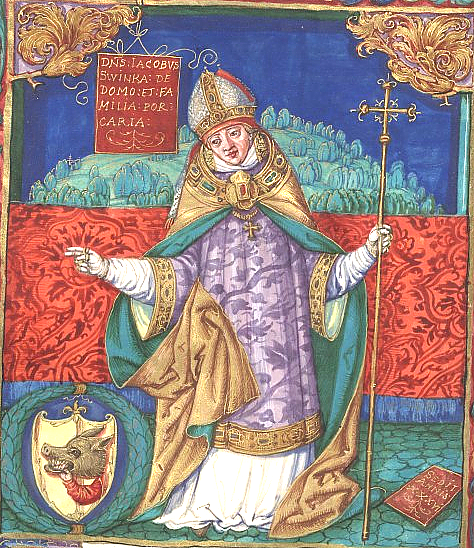
L'arcivescovo Jakub Świnka, attivo presso la diocesi di Gniezno dal 1283 al 1314

Poiché gli svantaggi derivanti dalla frammentazione divennero sempre più evidenti in vari segmenti della società, alcuni dei duchi Piast iniziarono a compiere seri sforzi volti alla riunificazione dello Stato polacco. Tra i primi tentativi compiuti in tal senso rientravano le attività eseguite dai duchi della Slesia Enrico I il Barbuto, suo figlio Enrico II il Pio, ucciso nel 1241 mentre combatteva i mongoli nella battaglia di Legnica, ed Enrico IV il Probo. Nel 1295, Premislao II della Grande Polonia risultò il primo duca Piast ad essere incoronato re di Polonia dai tempi di Boleslao II, malgrado governò soltanto una sezione del territorio polacco (inclusa la Pomerelia e i dintorni da Danzica dal 1294); poco dopo la sua ascesa al trono, venne assassinato. Un'unificazione più ampia delle terre polacche fu realizzata da un sovrano straniero, Venceslao II di Boemia della dinastia dei Přemyslidi, il quale sposò Richeza, figlia di Premislao e divenne re di Polonia nel 1300. Il pugno di ferro di Venceslao, unito alle sue politiche restrittive, gli fece presto perdere tutto il sostegno di cui godeva all'inizio del suo regno; morì nel 1305.
Un fattore importante nel processo di unificazione fu rappresentato dalla Chiesa polacca, rimasta accorpata in un'unica provincia ecclesiastica durante tutta la secolare frammentazione. L'arcivescovo Jakub Świnka di Gniezno, attivo presso la diocesi di Gniezno dal 1283 al 1314, si batté a più riprese nella speranza di assistere a riunificazione della Polonia. A titolo di esempio, supervisionò personalmente e con grande partecipazione le cerimonie di incoronazione sia di Premislao II che di Venceslao II. Świnka parteggiò per Ladislao I Łokietek in varie fasi della sua carriera in veste di duca.

### XIV secolo
La girandola di sovrani che amministrò la Polonia in maniera tutto sommato effimera (eccezion fatta per Boleslao V il Timido) cessò soltanto pochi anni più tardi del 1300. Ladislao I, detto il Breve, e suo figlio Casimiro III, detto il Grande, furono gli ultimi due sovrani della dinastia Piast del regno unificato di Polonia del XIV secolo. Il loro governo non consentì di ripristinare i confini dello Stato polacco precedenti alla frammentazione, in gran per via della scarsa coesione interna e della fragile integrità territoriale. 

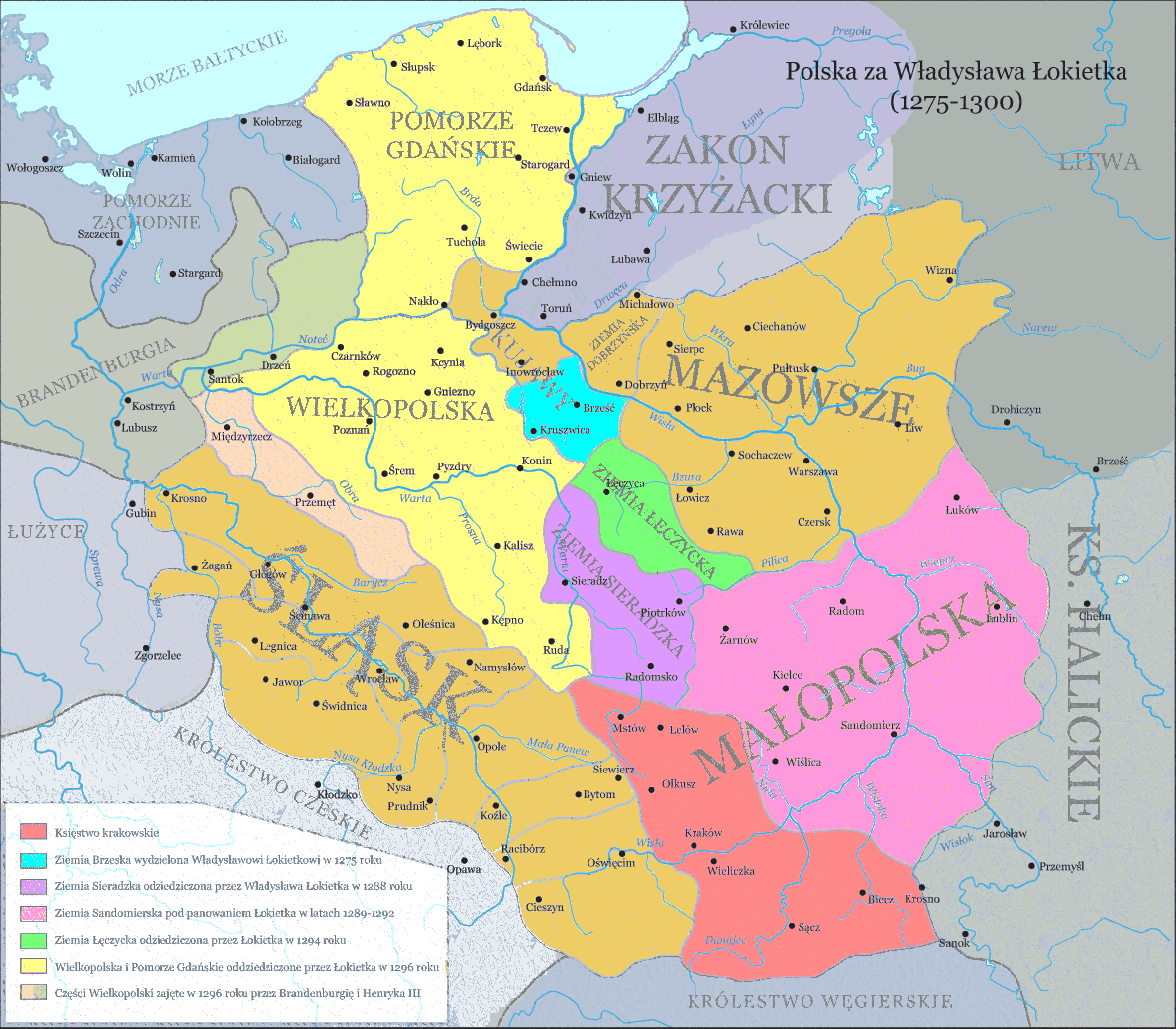
Suddivisione amministrativa della Polonia nel 1275-1300

I principi dei Piast attivi nelle varie province erano riusciti a preservare il potere per sé, ma, per ragioni economiche e culturali, alcuni di loro gravitarono verso i vicini della Polonia. Il regno perse il possesso della Pomerania e la Slesia, le regioni più economicamente sviluppate e importanti risalenti al periodo pre-1138. Come risultato, metà della popolazione precedentemente polacca rimase fuori dai confini del regno. Le perdite occidentali si spiegano con il fallimento degli sforzi di unificazione intrapresi dai Piast di Slesia e dal maggiore peso politico assunto dalla componente etnica tedesca. In alcuni casi, i principati Piast si limitarono a subire passivamente l'affermazione di tradizioni e consuetudini importate dal Sacro Romano Impero, assistendo impotenti a un processo di graduale germanizzazione delle classi dirigenti polacche. La Vistola inferiore, passata stabilmente in mano all'Ordine teutonico, andò a unirsi a un'altra regione che i polacchi non avrebbero riconquistato se non dopo molto tempo, ovvero la Masovia. Una volta affermatosi al potere, Casimiro avviò una nuova fase storica per la Polonia ed ebbe il merito di stabilizzare i confini occidentali e settentrionali, cercando altresì di riconquistare alcuni dei territori perduti e compensando parzialmente le perdite subite con una nuova espansione orientale che assorbì all'interno dei suoi domini regioni popolate da slavi orientali, ovvero comunità etnicamente non polacche.

#### Il regno di Ladislao I (1305-1333)

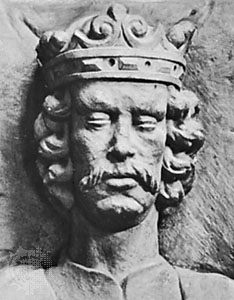
Un frammento di arenaria del sarcofago raffigurante Ladislao I di Polonia nella Cattedrale del Wawel, Cracovia

Ladislao I (al potere dal 1305 al 1333), che salì al potere occupando un ruolo dal peso marginale quale quello di sovrano del ducato di Cuiavia, perseguì sempre una politica bellicosa e aggressiva contro i potenti avversari collocati ai confini delle sue terre. La perseveranza e la determinazione che lo contraddistinsero gli consentirono alcune riconquiste, ma quando morì come re di una Polonia parzialmente riunificata lasciò i suoi domini in una situazione precaria. Ciononostante, malgrado l'area sotto il controllo di Ladislao fosse limitata rispetto al passato e rimanessero molte questioni irrisolte, lo storico Wyrozumski ritiene verosimile che egli salvò l'integrità della Polonia come Stato autonomo.
Sostenuto dal suo alleato Carlo I d'Ungheria, Ladislao fece ritorno dall'esilio e sfidò l'autorità di Venceslao II e il suo successore Venceslao III nel triennio 1304-1306. L'omicidio di Venceslao III nel 1306 pose fine alla dinastia boema dei Přemyslidi e alla sua parentesi al potere in Polonia. Quando Ladislao completò l'acquisizione di Piccola Polonia, potendo così fare il suo ingresso a Cracovia, riuscì anche a espandersi verso nord passando per la Cuiavia e fermandosi soltanto ai confini meridionali della Pomerelia. Nel 1308, la Pomerania fu conquistata dalla Marca di Brandeburgo. Nel tentativo di recuperarne il possesso, Ladislao accettò il consiglio di chi gli proponeva di rivolgersi ai Cavalieri teutonici; questi ultimi, tuttavia, dopo aver trucidato la popolazione di Danzica a seguito di un feroce assedio (benché non vi sia unanimità su quest'informazione) tennero per sé la regione.
Nel 1311-1312, fu repressa una ribellione esplosa a Cracovia istigata dal patrizio a capo della città che parteggiava per la casata di Lussemburgo. Quest'evento potrebbe aver avuto un impatto limitante sul crescente potere politico dei funzionari delle città.
Nel 1313-1314 Ladislao sottomise definitivamente la Grande Polonia. Nel 1320 divenne il primo re di Polonia incoronato nella Cattedrale del Wawel di Cracovia invece che a Gniezno. Nello stesso anno, Ladislao poté rafforzare la sua posizione beneficiando dell'alleanza stipulata con l'Ungheria per via delle nozze di sua figlia Elisabetta, sposatasi con il re Carlo I. Malgrado i dubbi dimostrati all'inizio, l'incoronazione fu infine accettata da papa Giovanni XXII nonostante l'opposizione del re Giovanni I di Boemia, che aveva  rivendicato per sé la corona polacca. Giovanni intraprese una spedizione mirata a Cracovia nel 1327, che fu costretto ad interrompere; nel 1328 partecipò alla crociata contro la Lituania, nel corso della quale formalizzò un'alleanza con l'Ordine teutonico. Quest'ultimo era nel frattempo impegnato in una guerra con la Polonia che durò dal 1326 al 1332. Durante le schermaglie, i Cavalieri si assicurarono sia la terra di Dobrzyń sia la Cuiavia. Nel 1325, Ladislao si alleò con il granduca della Lituania Gedimino, suggellando la tregua dopo aver concordato il matrimonio del figlio Casimiro con Aldona. La corona polacca divenne sempre più ostile all'Ordine a causa della disputa sul dominio in Pomerania, tanto da contattare il pontefice affinché intervenisse per ripristinare lo status quo ante. In effetti, la Santa Sede rispose in favore dei polacchi, anche se non effettuando delle pronunce definitive, con il risultato che l'appello cadde nel vuoto. Dopo il 1329,  l'accordo di pace stipulato con il Brandeburgo favorì una stabilizzazione interna della Polonia. Un risultato duraturo conseguito da Giovanni di Boemia, il quale rappresentò però un disvalore per Ladislao, riguardò il suo successo nel costringere la maggior parte dei principati Piast della Slesia, la cui lealtà si era dimostrata in passato spesso poco salda, a giurargli fedeltà tra il 1327 e il 1329.

## Politica

### Principi e duchi
I duchi menzionati di seguito furono quelli che assunsero il potere a Cracovia. Dal 1138 al 1227, il trono di Cracovia fu associato all'autorità suprema in Polonia.
| Nome                      | Periodo di attività |
| ------------------------- | ------------------- |
| Ladislao II l'Esiliato    | 1138-1146           |
| Boleslao IV il Ricciuto   | 1146-1173           |
| Miecislao III il Vecchio  | 1173-1177           |
| Casimiro II il Giusto     | 1177-1191           |
| Miecislao III il Vecchio  | 1191                |
| Casimiro II il Giusto     | 1191-1194           |
| Leszek il Bianco          | 1194-1195           |
| Miecislao III il Vecchio  | 1195                |
| Leszek il Bianco          | 1195-1199           |
| Miecislao III il Vecchio  | 1199-1202           |
| Ladislao III Laskonogi    | 1202 o 1202-1206    |
| Leszek il Bianco          | 1202 (1206)-1210    |
| Miecislao IV Gambe Storte | 1210-1211           |
| Leszek il Bianco          | 1211-1227           |
| Ladislao III Laskonogi    | 1227-1228           |
| Enrico I il Barbuto       | 1228-1229           |
| Corrado I di Masovia      | 1229-1230           |
| Ladislao III Laskonogi    | 1230                |
| Corrado I di Masovia      | 1230-1232           |
| Enrico I il Barbuto       | 1232-1238           |
| Enrico II il Pio          | 1238-1241           |
| Boleslao II di Slesia     | 1241                |
| Corrado I di Masovia      | 1241-1243           |
| Boleslao V il Timido      | 1243-1279           |
| Leszek il Nero            | 1279-1288           |
| Enrico IV il Probo        | 1288-1290           |
| Premislao II              | 1290-1291           |
| Ladislao I il Breve       | 1291                |
| Venceslao II di Boemia    | 1291-1305           |
| Premislao II              | 1295-1296           |
| Venceslao III di Boemia   | 1305-1306           |
| Ladislao I il Breve       | 1306-1333           |

## Società
Nonostante le divisioni distrettuali, il sentimento di unità nella comunità polacca non scomparve del tutto. Il concetto di nazionalità polacca (gens polonica) compare sia in autori locali che in cronisti stranieri, forse anche con la complicità dall'unità organizzativa della Chiesa cattolica. Il termine Regnum Poloniae continuò ad essere impegnato anche nei secoli delle scissioni interne.

### Tedeschi

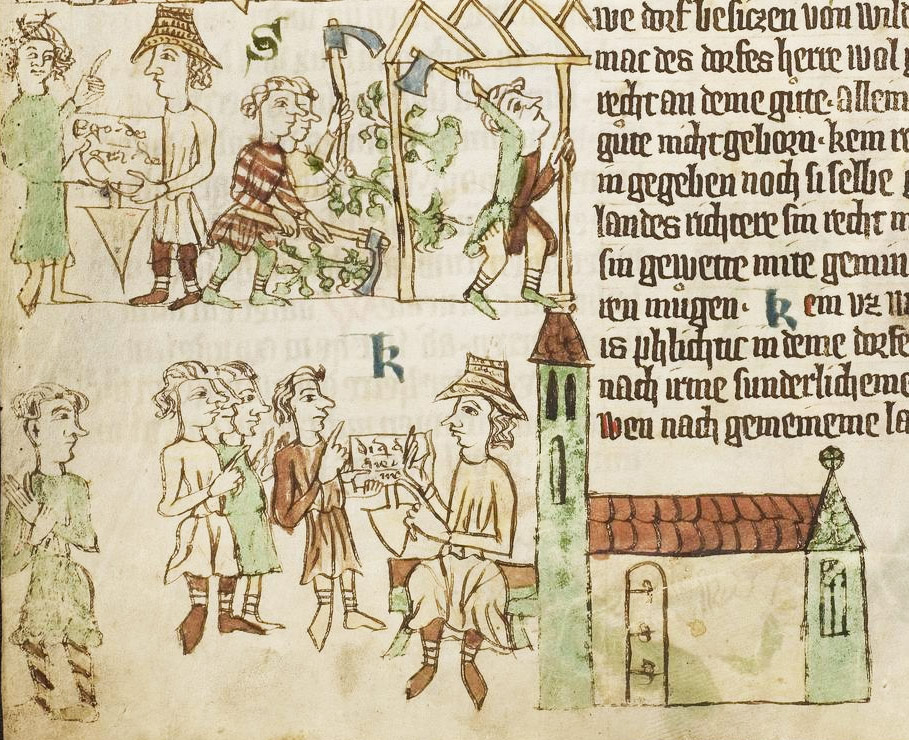
Ostsiedlung, miniatura tratto dallo Specchio Sassone

Il drastico calo demografico determinato dalle invasioni mongole e dalle guerre civili e la crescente domanda di lavoro spronarono una massiccia immigrazione di contadini dell'Europa occidentale in Polonia, principalmente di coloni tedeschi; le prime ondate migratorie, partite dalle Fiandre e dalla Germania negli anni 1220, rappresentarono una prima storica tappa dell'Ostsiedlung, ovvero il processo di colonizzazione teutonico dell'est Europa.
Gli immigrati tedeschi ebbero un impatto importante nell'ascesa di alcune città e nella formazione di una classe borghese in Polonia, in particolare quella dei mercanti. Assieme ad altre consuetudini, l'introduzione delle norme dell'Europa occidentale, in particolare il diritto di Magdeburgo, fu recepita e assimilata dai polacchi senza subire future modifiche. Da quel momento i teutonici, che negli insediamenti di un certo spessore solevano nominare alla guida degli stessi i patrizi, divennero una minoranza sempre più influente, specie in Slesia e altre regioni della Polonia occidentale.

### Ebrei

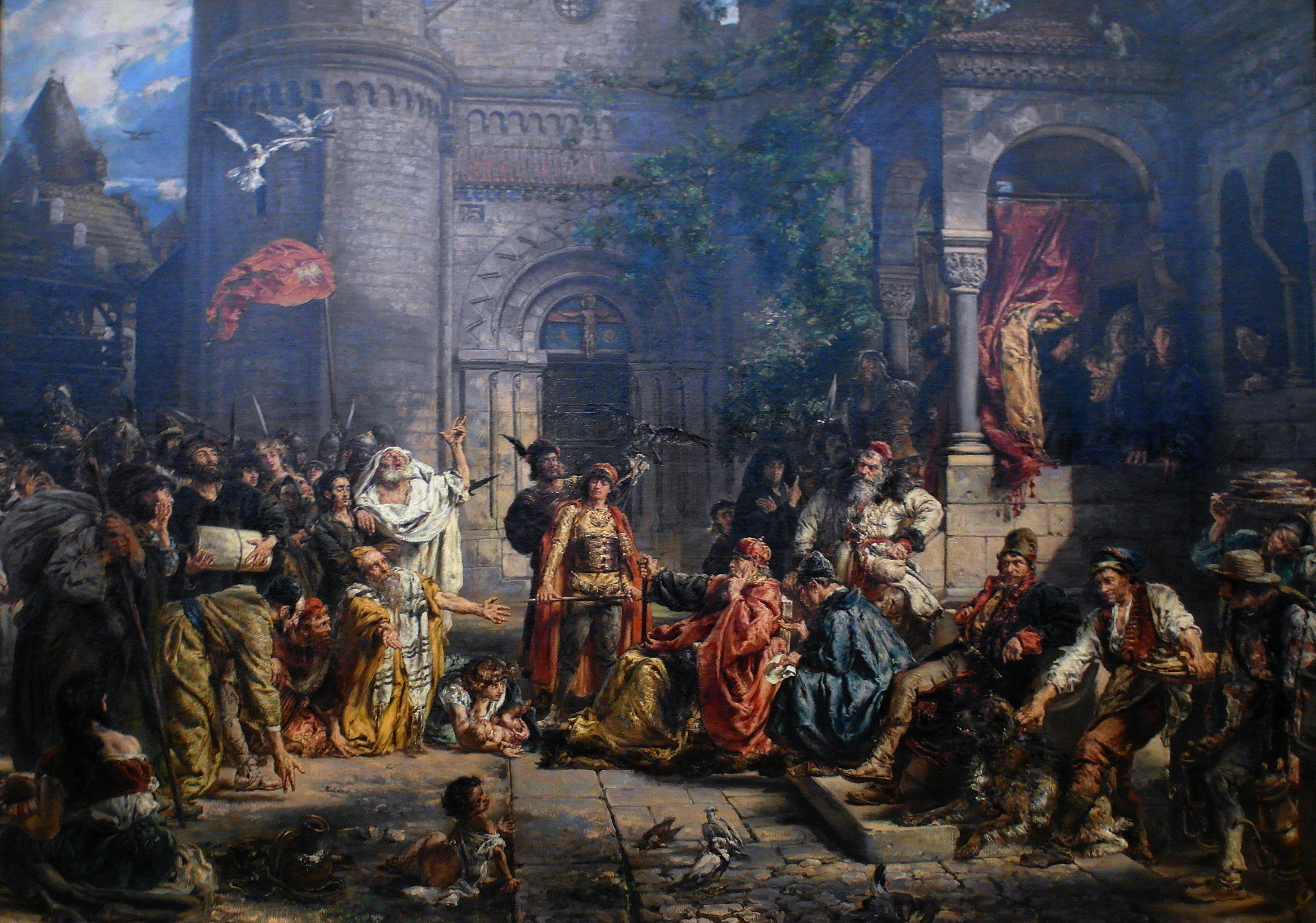
L'Arrivo degli ebrei in Polonia, olio su tela di Jan Matejko (1889)

L'insediamento di gruppi di ebrei in terra polacca aveva radici molto antiche. Nel 1264, il duca Boleslao il Pio della Grande Polonia rese vigenti i privilegi previsti dallo Statuto di Kalisz, ai sensi del quale si consentiva ampie libertà in ambito religioso, commerciale e di spostamento per gli ebrei. Inoltre, stabilì per la prima volta un principio che ebbe grossa fortuna in futuro secondo cui i semiti potevano appellarsi alle autorità giudicanti in caso di vessazioni o condotte discriminatorie. L'atto esimeva gli ebrei dalla schiavitù o dalla servitù della gleba e, inevitabilmente, gettò le basi per la futura prosperità di cui gli ebrei avrebbero goduto nel regno polacco; nei decenni successivi allo Statuto di Kalisz, si susseguì l'emanazione di norme dal contenuto simile. Dopo una serie di espulsioni di ebrei compiute da vari regnanti dell'Europa occidentale, nel XIII secolo i semiti si trasferirono a est, dando vita alle comunità ebraiche di Cracovia, Kalisz e di altri insediamenti situati nella Polonia occidentale e meridionale. Nel XIV secolo, altri gruppi si stanziarono invece ancora più a oriente, ovvero a Leopoli, Brest-Litovsk e Hrodna. Sotto re Casimiro, nel 1349, alcuni rifugiati giunsero dalla Germania e contribuirono a un aumento demografico della comunità ebraica che sarebbe poi proseguito in maniera ininterrotta nei secoli a venire. Allo stesso modo, anche gli insediamenti urbani e rurali tedeschi rappresentarono un elemento ben affermato nella Polonia del Trecento-Quattrocento.

## Diritto
Nei neonati insediamenti rurali fondati da tedeschi, polacchi e da comunità provenienti da altre aree d'Europa proliferò l'utilizzo del più moderno diritto tedesco (nella specie, il diritto di Magdeburgo) e iniziarono anche ad essere realizzate le prime disposizioni legislative nella storia giuridica della Polonia: ne è un esempio la legge Średzkie, volta a conferire agli insediamenti il titolo di città come accadeva in maniera simile in Germania. Si svilupparono autogoverni rurali e un insieme generale di regole feudali.
Nel 1228, videro la luce durante l'omonimo congresso gli Atti di Cienia, approvati per volontà di Ladislao III Laskonogi. Il duca di Polonia dell'epoca promise di promulgare «norme giuste e virtuose in armonia con il consiglio dei vescovi e dei nobili». Tali garanzie e privilegi legali includevano i proprietari terrieri e i cavalieri di livello inferiore, circostanza che consentì la formazione di un'aristocrazia bassa e media confluita in futuro nella struttura gerarchica della szlachta, l'articolata nobiltà polacca del tardo Medioevo e dell'età moderna. Il periodo di frammentazione indebolì il peso dei governanti e instradò quella che sarebbe divenuta una tradizione assai longeva nella storia polacca, ovvero, a spese della persona del monarca, la cooperazione del sovrano con l'élite, la quale  avrebbe goduto di facoltà sempre maggiori.

## Economia
Malgrado ogni avversità, la stagione della frammentazione interna corrispose a un intenso sviluppo economico e a significativi cambiamenti sociali. Nel campo dell'agricoltura, la rotazione triennale delle colture e l'impiego della maggese nelle terre da pascolo divenne un'usanza comune. A ciò si aggiunga lo sfruttamento da parte dei contadini di attrezzi agricoli più moderni rispetto a quelli adoperati nei secoli precedenti. Si decise per la prima volta in campo economico di ricorrere alle "immunità", ovvero all'esenzione da dazi e tributi vari di svariate merci, avvenimento che migliorò la condizione di parecchi polacchi. Al contempo, i mercati cittadini cominciarono ad assumere un ruolo importante, così come l'estrazione mineraria e la metallurgia, entrambi settori in rapida espansione. Bisognerà invece aspettare Casimiro III per l'introduzione di una sostanziale riforma monetaria.

## Cultura

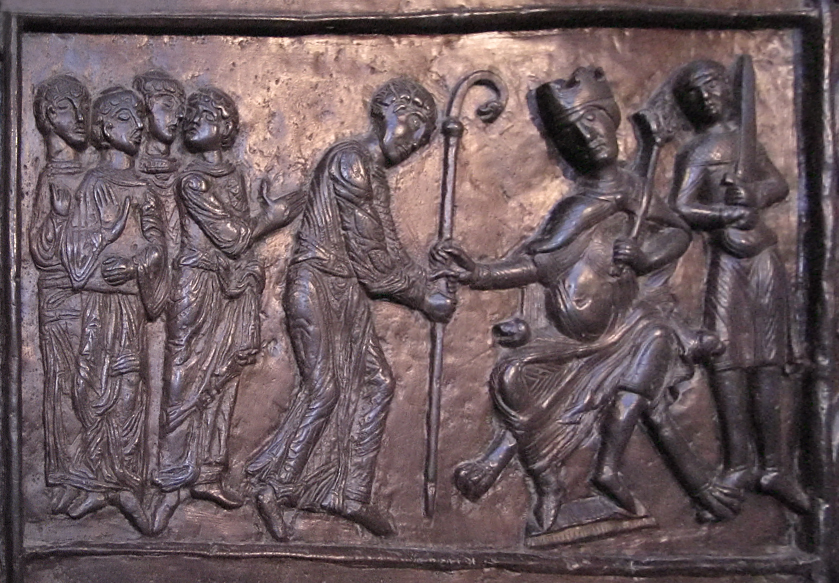
Adalberto diventa vescovo, dettaglio delle Porte di Gniezno, 1175

In ambito culturale, l'impatto sociale della Chiesa fu considerevolmente più ampio nel XIII secolo, quando furono istituite reti di parrocchie e si diffusero anche scuole religiose. L'ordine domenicano e quello francescano erano i principali ordini monastici attivi nel Basso Medioevo ed ebbero stretti contatti con la popolazione generale. Durante la parentesi storica in esame si assistette a una diffusione degli annali, ritenuti utili dagli storici per studiare la Polonia dell'epoca, così come di altri documenti scritti, leggi e atti di vario genere. La maggior parte del clero era di etnia polacca, ragion per cui è assai verosimile che si esprimesse nella stessa lingua dei conterranei. Vincenzo Kadłubek, autore di un importante testo di storia polacca intitolato Chronica seu originale regum et principum Poloniae, è riconosciuto come il principale esponente letterario nella sfera intellettuale di quel tempo. Perspectiva, un trattato sull'ottica realizzato da Witelo, un monaco slesiano, è ritenuto uno dei più apprezzati testi scientifici del Medioevo. La costruzione di chiese e castelli in stile gotico contraddistinse tutto il XIII secolo; elementi artistici propri della Polonia cominciarono timidamente a fare la loro comparsa nelle varie forme d'arte, mentre di pari passo si registravano progressi significativi anche nel campo dell'agricoltura, del commercio e dell'artigianato.